# Gesinnungspolizei im Rechtsstaat?
Gesinnungspolizei im Rechtsstaat? ist ein Sachbuch von Mathias Brodkorb, das am 4. März 2024 im Zu Klampen Verlag erschien. Das Werk hat den Untertitel Der Verfassungsschutz als Erfüllungsgehilfe der Politik. Sechs Fallstudien und analysiert laut Extremismusforscher Eckhard Jesse in bisher nicht da gewesener Weise problematisches Verhalten von Verfassungsschutzbehörden gegenüber linken und rechten Positionen. In dem Werk wird letztlich die Abschaffung der Verfassungsschutzbehörden bei Bund und Ländern gefordert.

## Inhalt
Das Buch enthält sechs Fallstudien, drei strukturanalytische Kapitel und ein Vorwort. Der Rechtswissenschaftler Volker Boehme-Neßler steuerte ein Geleitwort bei.
In dem Geleitwort schreibt Boehme-Neßler, dass das Material, das Brodkorb „akribisch“ zusammengetrage habe, „oft unglaublich“ und „nicht selten erschreckend“ sei. Brodkorb gehe es nicht um politische Parteinahme, sondern er kämpfe für den Rechtsstaat des Grundgesetzes. In den sechs Fallbeispielen zeige er, wie der Verfassungsschutz seine Grenzen „rechtsstaatswidrig“ überschreite und legitime Grundrechtsausübung in „gefährlichen politischen Extremismus“ umdeute. In seinem Plädoyer für die Abschaffung des Verfassungsschutzes sei er zwar „nicht der Einzige und nicht der Erste“, aber kaum ein anderer habe diese Forderung „so klar hergeleitet und logisch begründet“. (S. 8)
Die sechs Fallstudien befassen sich mit dem Vorgehen des Verfassungsschutzes gegen Bodo Ramelow (ab S. 54), Rolf Gössner (ab S. 72), „Schnellroda“ (ab S. 90, im Einzelnen: Götz Kubitschek, Institut für Staatspolitik, Verlag Antaios und die Zeitschrift Sezession), Martin Wagener (ab S. 118), die Alternative für Deutschland (AfD) (ab S. 140) und mit der im Jahr 2021 erfolgten Einführung des „Sammelbeobachtungsobjektes“ „Delegitimierung des Staates“ (ab S. 170, im Einzelnen: Proteste gegen Corona-Maßnahmen, private Spendensammlungen für die Betroffenen der Ahrtal-Flutkatastrophe 2021, Anpassung des Bundesverfassungsschutzgesetzes zur Beobachtung von Einzelpersonen und zur leichteren Überwachung von „Regierungskritikern“).
Brodkorb analysiert die Argumentation des Verfassungsschutzes in diesen sechs Fällen im Detail und zeigt auf, dass die Behörden von Bund und Ländern für den essenziellen Begriff des Extremismus über keine sachlich sinnvolle oder juristisch haltbare Definition verfügen würden. Hinsichtlich des Begriffs des Volkes herrsche Verwirrung und Widersprüchlichkeit. Bereits wenn zwischen dem politischen Staatsvolk (Demos) einerseits und der historisch-kulturellen Abstammungsgemeinschaft (Ethnos) andererseits unterschieden werde, würde dies vom Verfassungsschutz erfasst, gleichwohl stünde dies im Widerspruch zur Förderung der „ethno-kulturellen Identität“ von Auslandsdeutschen durch die Bundesregierung. Dementsprechend müsste Bundeskanzler Helmut Kohl für die ausdrückliche Einladung von Russlanddeutschen nach Deutschland nach dem Zusammenbruch der Sowjetunion nachträglich als „völkischer Extremist“ (S. 114) eingestuft werden. Brodkorb kritisiert, dass der Verfassungsschutz Begriffe beliebig interpretiere, um politische Gegner der Regierung zu diskreditieren. Die Kombination aus der Überwachung angeblicher Bestrebungen gegen die Staatsordnung mit einer immer weiter ausgreifenden Öffentlichkeitsarbeit erzeuge jenen Effekt, den die Stasi als „systematische Diskreditierung des öffentlichen Rufes“ (S. 215) als Ziel ausgegeben hatte.
Es gehe ihm in dem Buch allein darum, den Verfassungsschutz als eine für die Demokratie unwürdige Institution zu analysieren. Es bestünden gute Gründe dafür, warum keine andere westliche Demokratie bisher dem deutschen Vorbild gefolgt sei. Denn in keiner anderen westlichen Demokratie existiere eine solche Behörde zur Prüfung der politischen Gesinnung ihrer Bürger, „um diese – weit vor jeder rechtswidrigen Handlung – öffentlich an den Pranger stellen zu können.“ (S. 13) Die Politiker und die Parteien an der Regierung würden den demokratischen Diskurs mit der Opposition oder dem politischen Gegner an den Verfassungsschutz auslagern und über die Behörden staatliche „Unwerturteile als Ersatzhandlung“ (S. 216) mobilisieren. Brodkorb warnt abschließend davor, dass der Verfassungsschutz selbst eine Bedrohung für die freiheitliche demokratische Grundordnung darstelle, und diskutiert grundlegende Reformen sowie die Forderung nach dessen Abschaffung. Der Verfassungsschutz beschädige die „politische Resilienz der Demokratie“, was aus Brodkorbs Sicht „der gewichtigste Grund [ist], auf seine Dienste künftig besser zu verzichten.“ (S. 216)

## Rezeption
Brodkorb stellte den Inhalt des Buches erstmalig der Öffentlichkeit am 12. März 2024 in einem Streitgespräch mit Uwe Backes, stellvertretender Direktor des Hannah-Arendt-Instituts für Totalitarismusforschung e. V., auf Schloss Ettersburg vor. Am 25. Februar 2024 veröffentlichte er Kernaussagen des Buches in einem Gastbeitrag in der Schweriner Volkszeitung. Am 14. März 2024 erläuterte er in der Neuen Zürcher Zeitung die Thesen zu den Widersprüchlichkeiten beim Volksbegriff des Verfassungsschutzes und trug weitere Kritikpunkte vor.
Die Juristin und NZZ-Redakteurin Fatina Keilani legte am 23. Februar 2024 die erste Buchbesprechung vor. Sie griff vor allem das Thema der „Gesinnungspolizei“ auf und wählte aus dem Buch verschiedene Fallbeispiele, anhand derer sie die Instrumentalisierung des Verfassungsschutzes durch die Bundesregierung als „Richter über politische Meinungen“ im Kampf gegen rechts kritisierte. Sie schloss sich dem Urteil des Autors an, dass es sich um einen autoritären Irrweg der Regierung handele. Das Buch lese sich „beklemmend“. Sie attestierte dem Autor, dass er nicht im Verdacht stehe, ein Verharmloser des Rechtsextremismus zu sein. Er habe für die SPD im Bundesland Mecklenburg-Vorpommern Aufgaben als Bildungs- und Finanzminister übernommen und das Portal Endstation Rechts mitgegründet, das eine der bekanntesten ostdeutschen Initiativen gegen Rechtsextremismus sei.
Das Buch sei „reiner politischer Sprengstoff“, wobei Brodkorbs Methoden einen „skurrilen Mix aus Terriergeist und intellektueller Streitlust“ zeigten und seine Äußerungen teilweise kritisch zu bewerten seien, befand am 7. März 2024 der Chefreporter Michael Meyer in der Ostsee-Zeitung.
Der Politologe Eckhard Jesse, emeritierter Professor an der TU Chemnitz und Mitherausgeber des Jahrbuchs Extremismus & Demokratie, bewertete das Buch in der Frankfurter Allgemeinen Zeitung am 20. März 2024 als „antiextremistisch motivierte(n) Schrift“, in der das „problematische(s) Verhalten von Verfassungsschutzbehörden gegenüber linken und rechten Positionen [aufgezeigt werde], wie das bisher so nicht der Fall gewesen war“. Dass dies erstmals Brodkorb (als freier Autor außerhalb des universitären Forschungsbetriebes) geleistet habe, spreche nicht für die universitäre Extremismusforschung, so Jesse.
Sebastian Ostritsch besprach das Buch am 20. März 2024 in Die Tagespost. Es sei „furios“, eine „messerscharfe Analyse“ und „ein intellektueller Genuss“. Im Interesse des freiheitlichen Rechtsstaates sei zu hoffen, dass das Buch politischen Entscheidungsträgern die Augen öffne und sie den Verfassungsschutz abschafften.
Im Portal für Politikwissenschaft besprach der Politikwissenschaftler Michael Kohlstruck das Buch am 23. Oktober 2024 als „gelungene Dokumentation zu den Freiheitseinschränkungen durch entgrenzte Nachrichtendienste“. Es sei konsequent, dass Brodkorb die Forderung nach einer Abschaffung des Verfassungsschutzes nicht allein aus einer immanenten Kritik seines Versagens und seiner Intransparenz ableite. Vielmehr stütze er seine Position auf eine normative Begründung, die auf den Grundsätzen liberaler Rechtsstaatlichkeit, elementaren Freiheitsrechten und der Bedeutung freier gesellschaftlicher Diskurse für die Demokratie basiert.
Stephan Klenner (Frankfurter Allgemeine Zeitung) kritisierte, dass es Brodkorb nicht gelinge, die Repräsentativität der Fälle rechtswidriger Beobachtung nachzuweisen; auch fehle es an überzeugenden Beweisen, wenn es um Beobachtung und Bewertung der AfD gehe.

## Ausgabe
- Gesinnungspolizei im Rechtsstaat? Der Verfassungsschutz als Erfüllungsgehilfe der Politik. Sechs Fallstudien. Zu Klampen Verlag, Springe 2024. ISBN 978-3-98737-016-8.